# 牛果藤属
牛果藤属（学名：Roureopsis）是牛栓藤科下的一个属，为直立或攀援灌木植物。该属共有10种，分布于非洲与亚洲的热带地区。